# Andrew Parr
Andrew Parr (17 april 1983) is een Canadese golfprofessional. Hij speelt sinds 2007 op de Canadese Tour.

## Amateur
Namens Canada speelde hij in het 2006 World Amateur Championship.

### Gewonnen
- 2006: Ontario Amateur

## Professional
In oktober 2007 kreeg hij op 24-jarige leeftijd een beroerte. Hij was tijdelijk verlamd aan zijn rechter zijde. Onderzoek bracht aan het licht dat hij was geboren met een gaatje in zijn hart. Een bloedklontje was hierdoor gegaan en in zijn hersenen blijven steken. Na een week in het ziekenhuis en maanden van herstel voelde hij zich fit genoeg om weer naar de golfbaan te gaan. Een jaar later speelde hij het US Open en stond hij na de eerste ronde aan de leiding.
Andrew Parr staat sinds het najaar van 2011 in de top-1000 van de wereldranglijst. 

### Gewonnen

#### Gateway Tour
- 2007: Vista Verde Classic